# Organización territorial de Corea del Norte
División administrativa: Desde 2005, Corea del Norte se divide en tres ciudades de gobierno directo (Chikhalsi; 직할시; 直轄市), tres regiones especiales y nueve provincias. Los nombres se han romanizado de acuerdo con el sistema McCune-Reischauer que es el oficialmente utilizado en Corea del Norte.
| Pionyang P'yŏngan Sur Hwanghae Norte Hwanghae Sur Kangwon Hamgyŏng Sur Hamgyŏng Norte Rasŏn Ryanggang Chagang P'yŏngan Norte Sinŭiju Kŭmgangsan Kaesong Namp'o · República Popular China Rusia República de Corea Mar Amarillo Bahía de Corea Mar del Japón | Ciudades de gobierno directo | Ciudades de gobierno directo | Ciudades de gobierno directo | Ciudades de gobierno directo | Ciudades de gobierno directo | Ciudades de gobierno directo | Ciudades de gobierno directo | Ciudades de gobierno directo | Ciudades de gobierno directo | Ciudades de gobierno directo | Ciudades de gobierno directo | Ciudades de gobierno directo | Ciudades de gobierno directo | Ciudades de gobierno directo | Ciudades de gobierno directo | Ciudades de gobierno directo | Ciudades de gobierno directo | Ciudades de gobierno directo |
| Pionyang P'yŏngan Sur Hwanghae Norte Hwanghae Sur Kangwon Hamgyŏng Sur Hamgyŏng Norte Rasŏn Ryanggang Chagang P'yŏngan Norte Sinŭiju Kŭmgangsan Kaesong Namp'o · República Popular China Rusia República de Corea Mar Amarillo Bahía de Corea Mar del Japón | 1                            | Pionyang                     | 평양직할시                   | 平壤直轄市                   | (Chung-guyok)                |                              |                              |                              |                              |                              |                              |                              |                              |                              |                              |                              |                              |                              |
| Pionyang P'yŏngan Sur Hwanghae Norte Hwanghae Sur Kangwon Hamgyŏng Sur Hamgyŏng Norte Rasŏn Ryanggang Chagang P'yŏngan Norte Sinŭiju Kŭmgangsan Kaesong Namp'o · República Popular China Rusia República de Corea Mar Amarillo Bahía de Corea Mar del Japón | 2                            | Rasŏn                        | 라선특별시                   | 羅先特別市                   | (Rajin-guyok)                |                              |                              |                              |                              |                              |                              |                              |                              |                              |                              |                              |                              |                              |
| Pionyang P'yŏngan Sur Hwanghae Norte Hwanghae Sur Kangwon Hamgyŏng Sur Hamgyŏng Norte Rasŏn Ryanggang Chagang P'yŏngan Norte Sinŭiju Kŭmgangsan Kaesong Namp'o · República Popular China Rusia República de Corea Mar Amarillo Bahía de Corea Mar del Japón | 3                            | Ciudad de Kaesong            | 개성공업지구                 | 開城工業地區                 |                              |                              |                              |                              |                              |                              |                              |                              |                              |                              |                              |                              |                              |                              |
| Pionyang P'yŏngan Sur Hwanghae Norte Hwanghae Sur Kangwon Hamgyŏng Sur Hamgyŏng Norte Rasŏn Ryanggang Chagang P'yŏngan Norte Sinŭiju Kŭmgangsan Kaesong Namp'o · República Popular China Rusia República de Corea Mar Amarillo Bahía de Corea Mar del Japón | Regiones especiales          |                              |                              |                              |                              |                              |                              |                              |                              |                              |                              |                              |                              |                              |                              |                              |                              |                              |
| Pionyang P'yŏngan Sur Hwanghae Norte Hwanghae Sur Kangwon Hamgyŏng Sur Hamgyŏng Norte Rasŏn Ryanggang Chagang P'yŏngan Norte Sinŭiju Kŭmgangsan Kaesong Namp'o · República Popular China Rusia República de Corea Mar Amarillo Bahía de Corea Mar del Japón | 4                            | Sinŭiju                      | 신의주특별행정구             | 新義州特別行政區             | (Sin Información).           |                              |                              |                              |                              |                              |                              |                              |                              |                              |                              |                              |                              |                              |
| Pionyang P'yŏngan Sur Hwanghae Norte Hwanghae Sur Kangwon Hamgyŏng Sur Hamgyŏng Norte Rasŏn Ryanggang Chagang P'yŏngan Norte Sinŭiju Kŭmgangsan Kaesong Namp'o · República Popular China Rusia República de Corea Mar Amarillo Bahía de Corea Mar del Japón | 5                            | RI de Kaesong                | 개성공업지구                 | 開城工業地區                 | Kaesong                      |                              |                              |                              |                              |                              |                              |                              |                              |                              |                              |                              |                              |                              |
| Pionyang P'yŏngan Sur Hwanghae Norte Hwanghae Sur Kangwon Hamgyŏng Sur Hamgyŏng Norte Rasŏn Ryanggang Chagang P'yŏngan Norte Sinŭiju Kŭmgangsan Kaesong Namp'o · República Popular China Rusia República de Corea Mar Amarillo Bahía de Corea Mar del Japón | 6                            | Kŭmgangsan                   | 금강산관광지구               | 金剛山觀光地區               | (Sin Información).           |                              |                              |                              |                              |                              |                              |                              |                              |                              |                              |                              |                              |                              |
| Pionyang P'yŏngan Sur Hwanghae Norte Hwanghae Sur Kangwon Hamgyŏng Sur Hamgyŏng Norte Rasŏn Ryanggang Chagang P'yŏngan Norte Sinŭiju Kŭmgangsan Kaesong Namp'o · República Popular China Rusia República de Corea Mar Amarillo Bahía de Corea Mar del Japón | Provincias                   |                              |                              |                              |                              |                              |                              |                              |                              |                              |                              |                              |                              |                              |                              |                              |                              |                              |
| Pionyang P'yŏngan Sur Hwanghae Norte Hwanghae Sur Kangwon Hamgyŏng Sur Hamgyŏng Norte Rasŏn Ryanggang Chagang P'yŏngan Norte Sinŭiju Kŭmgangsan Kaesong Namp'o · República Popular China Rusia República de Corea Mar Amarillo Bahía de Corea Mar del Japón | 7                            | P'yŏngan del Sur             | 평안남도                     | 平安南道                     | Pyongsong                    |                              |                              |                              |                              |                              |                              |                              |                              |                              |                              |                              |                              |                              |
| Pionyang P'yŏngan Sur Hwanghae Norte Hwanghae Sur Kangwon Hamgyŏng Sur Hamgyŏng Norte Rasŏn Ryanggang Chagang P'yŏngan Norte Sinŭiju Kŭmgangsan Kaesong Namp'o · República Popular China Rusia República de Corea Mar Amarillo Bahía de Corea Mar del Japón | 8                            | P'yŏngan del Norte           | 평안북도                     | 平安北道                     | Sinuiju                      |                              |                              |                              |                              |                              |                              |                              |                              |                              |                              |                              |                              |                              |
| Pionyang P'yŏngan Sur Hwanghae Norte Hwanghae Sur Kangwon Hamgyŏng Sur Hamgyŏng Norte Rasŏn Ryanggang Chagang P'yŏngan Norte Sinŭiju Kŭmgangsan Kaesong Namp'o · República Popular China Rusia República de Corea Mar Amarillo Bahía de Corea Mar del Japón | 9                            | Chagang                      | 자강도                       | 慈江道                       | Kanggye                      |                              |                              |                              |                              |                              |                              |                              |                              |                              |                              |                              |                              |                              |
| Pionyang P'yŏngan Sur Hwanghae Norte Hwanghae Sur Kangwon Hamgyŏng Sur Hamgyŏng Norte Rasŏn Ryanggang Chagang P'yŏngan Norte Sinŭiju Kŭmgangsan Kaesong Namp'o · República Popular China Rusia República de Corea Mar Amarillo Bahía de Corea Mar del Japón | 10                           | Hwanghae del Sur             | 황해남도                     | 黃海南道                     | Haeju                        |                              |                              |                              |                              |                              |                              |                              |                              |                              |                              |                              |                              |                              |
| Pionyang P'yŏngan Sur Hwanghae Norte Hwanghae Sur Kangwon Hamgyŏng Sur Hamgyŏng Norte Rasŏn Ryanggang Chagang P'yŏngan Norte Sinŭiju Kŭmgangsan Kaesong Namp'o · República Popular China Rusia República de Corea Mar Amarillo Bahía de Corea Mar del Japón | 11                           | Hwanghae del Norte           | 황해북도                     | 黃海北道                     | Sariwon                      |                              |                              |                              |                              |                              |                              |                              |                              |                              |                              |                              |                              |                              |
| Pionyang P'yŏngan Sur Hwanghae Norte Hwanghae Sur Kangwon Hamgyŏng Sur Hamgyŏng Norte Rasŏn Ryanggang Chagang P'yŏngan Norte Sinŭiju Kŭmgangsan Kaesong Namp'o · República Popular China Rusia República de Corea Mar Amarillo Bahía de Corea Mar del Japón | 12                           | Kangwon                      | 강원도                       | 江原道                       | Wonsan                       |                              |                              |                              |                              |                              |                              |                              |                              |                              |                              |                              |                              |                              |
| Pionyang P'yŏngan Sur Hwanghae Norte Hwanghae Sur Kangwon Hamgyŏng Sur Hamgyŏng Norte Rasŏn Ryanggang Chagang P'yŏngan Norte Sinŭiju Kŭmgangsan Kaesong Namp'o · República Popular China Rusia República de Corea Mar Amarillo Bahía de Corea Mar del Japón | 13                           | Hamgyŏng del Sur             | 함경남도                     | 咸鏡南道                     | Hamhung                      |                              |                              |                              |                              |                              |                              |                              |                              |                              |                              |                              |                              |                              |
| Pionyang P'yŏngan Sur Hwanghae Norte Hwanghae Sur Kangwon Hamgyŏng Sur Hamgyŏng Norte Rasŏn Ryanggang Chagang P'yŏngan Norte Sinŭiju Kŭmgangsan Kaesong Namp'o · República Popular China Rusia República de Corea Mar Amarillo Bahía de Corea Mar del Japón | 14                           | Hamgyŏng del Norte           | 함경북도                     | 咸鏡北道                     | Chongjin                     |                              |                              |                              |                              |                              |                              |                              |                              |                              |                              |                              |                              |                              |
| Pionyang P'yŏngan Sur Hwanghae Norte Hwanghae Sur Kangwon Hamgyŏng Sur Hamgyŏng Norte Rasŏn Ryanggang Chagang P'yŏngan Norte Sinŭiju Kŭmgangsan Kaesong Namp'o · República Popular China Rusia República de Corea Mar Amarillo Bahía de Corea Mar del Japón | 15                           | Ryanggang                    | 량강도                       | 兩江道                       | Hyesan                       |                              |                              |                              |                              |                              |                              |                              |                              |                              |                              |                              |                              |                              |